# Martin-Pierre Gauthier
Pour les articles homonymes, voir Gauthier.
Martin-Pierre Gauthier (Troyes, 9 janvier 1790 - Paris, 19 mai 1855) est un architecte français, grand prix de Rome.

## Biographie
Élève de Charles Percier, il obtint le grand prix de Rome en 1810 avec un projet de basilique chrétienne. Il séjourne à la villa Médicis entre 1811 et 1814.
À son retour à Paris, il fut architecte des hospices de Paris et du Louvre de Napoléon Ier. Il enseigna à l'École polytechnique, où il succède à Durand en 1834. Il fut élu membre de l'Académie des beaux-arts en 1842 et nommé chevalier de la Légion d'honneur en 1844.
La ville de Troyes, satisfaite de ses travaux précédents, chargea Gauthier de reconstruire l'hospice Saint-Nicolas. Il en réalisa les plans, mais n'en surveilla pas le chantier. Les entrepreneurs accumulèrent fraudes et malfaçons et furent poursuivis, ainsi que l’architecte, par l’administration. Gauthier fut condamné à verser 200 000 francs. Incapable de payer, il fut incarcéré à Clichy. Sur intervention de l’Institut, Napoléon III promit d’éteindre sa dette. Cependant Gauthier succomba en prison avant de pouvoir bénéficier de ce geste.

## Réalisations
- Hospice de la Reconnaissance, Garches (avec François-Jacques Delannoy[5]), inauguration : 1836.
- Halle-aux-grains, Troyes, 1837.
- Hôpital Lariboisière, Paris, début des travaux : 1846 ; inauguration : 1854.
- Les églises de Saint-Jean-de-Bonneval et Jeugny.
- Hospice Saint-Nicolas, Troyes.

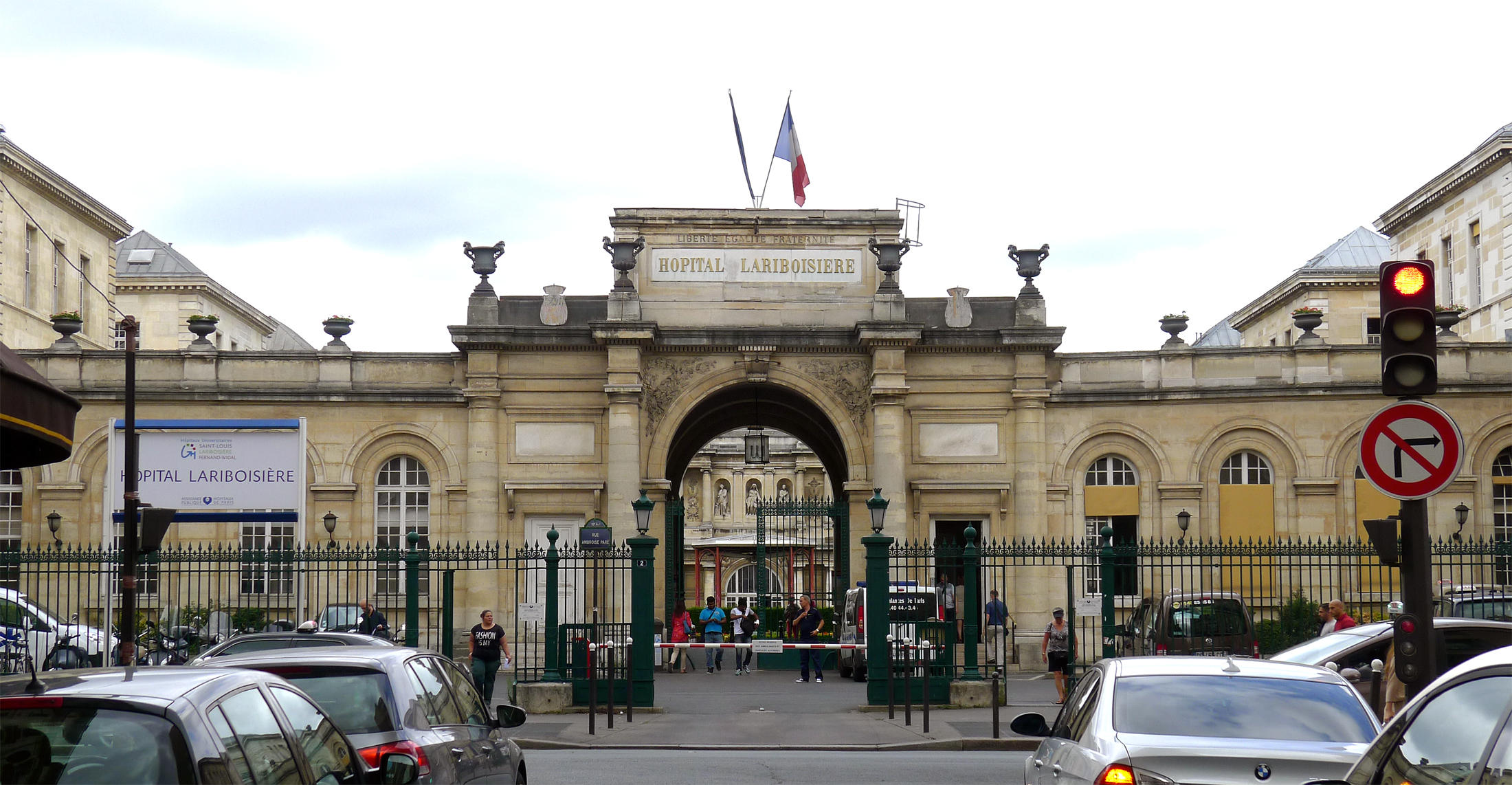
L'entrée de l'hôpital Lariboisière, Paris.
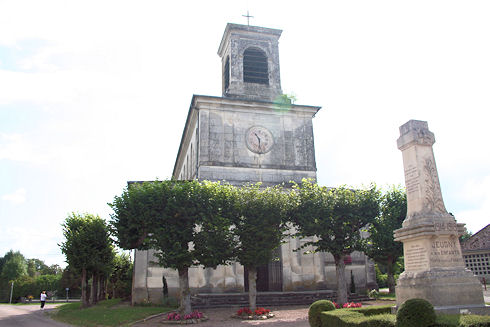
Église de Jeugny.

## Publication
- Les plus beaux édifices de la ville de Gênes et de ses environs (2 volumes, 1818-1830).